# Edward of Middleham

Wappen Edwards of Middleham

Edward of Middleham, Prince of Wales (* 1473 in Middleham, North Yorkshire; † 9. April 1484 ebenda) war ein englischer Kronprinz. Er war der einzige legitime Sohn des von 1483 bis 1485 herrschenden englischen Königs Richard III. und dessen Gemahlin Lady Anne Neville, der jüngeren Tochter des Königsmachers Richard Neville, 16. Earl of Warwick. 1478 übertrug ihm sein Onkel Eduard IV. die Würde eines Earls of Salisbury. Richard III. ernannte seinen Sohn am 19. Juli 1483 zum nominellen Statthalter von Irland, erhob ihn zum Duke of Cornwall und bestimmte ihn am 24. August 1483 zum Prince of Wales.

## Leben
Die wenigen übermittelten Kenntnisse über das kurze Leben Edward of Middlehams verdanken wir dem unbekannten Autor des letzten, den Zeitabschnitt von 1459 bis 1486 umfassenden Teils der Historia Croylandensis. Seit 1472 lebten Richard, damals Duke of Gloucester, und seine Ehefrau Anne Neville auf ihrem Landsitz in Middleham im Norden Englands, wo Richard als Constabler of England und Warden of the Forests North of the Tenth für die Sicherheit an der englisch-schottischen Grenze sorgte.

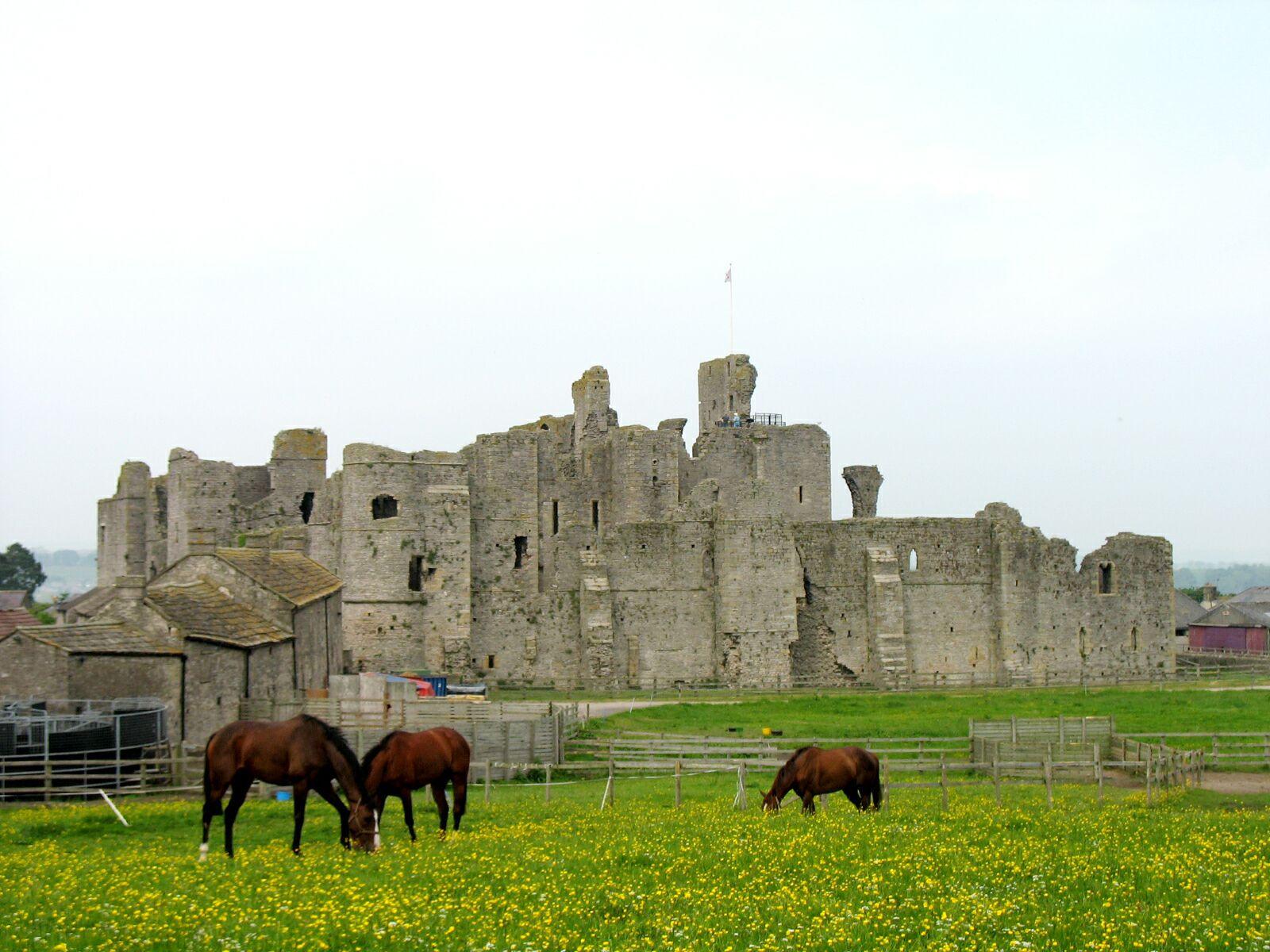
Middleham Castle

Edward, der seinen Beinamen nach seinem Geburtsort trug und dessen Gesundheitszustand zeitlebens labil blieb, verbrachte die meiste Zeit seines Lebens auf dem Landsitz seiner stets um ihn besorgten Eltern, Middleham Castle.
Eine Ausnahme bildete Edwards am 19. August 1483 beginnende Reise nach York, die über Pontefract führte, wo Richard III. seinen Sohn am 24. August 1483 zum Prince of Wales ernannte. Der neue Thronfolger erlebte am 30. August 1483 den feierlichen Einzug seiner Eltern in York und deren feierliche Krönung am 8. September 1483 in der Kathedrale von York. Mitte September 1483 verließ er mit seiner Mutter die Stadt, um nach Middleham zurückzukehren.
Edwards Tod am 9. April 1484 stürzte seine Eltern in eine tiefe Krise, die neben dem persönlichen Verlust ihres Sohnes zunehmend die Ablehnung breiter Bevölkerungsschichten spürten, die im Tod des Prinzen – am 1. Todestag Eduards  IV. – ein Gottesurteil und vor allem den Beweis für Richards Schuld an der Beseitigung seiner Neffen Eduard V. und Richard of York sahen.

„Ihr hättet – so berichtet der Schreiber der Croyland-Chronik – seine Eltern in einem fast an Wahnsinn grenzenden Zustand infolge ihres plötzlichen Kummers sehen sollen.“

Edward of Middleham wurde in der Pfarrkirche von Sheriff Hutton, einem kleinen Dorf in North Yorkshire, begraben. Da Anne Neville keine Kinder mehr gebären konnte, entschloss sich Richard III. am 21. August 1484, John de la Pole, 1. Earl of Lincoln, den ältesten Sohn seiner Schwester Elizabeth und ihres Ehemanns John de la Pole, 2. Duke of Suffolk, zum neuen Thronfolger zu ernennen. Edward Plantagenet, 17. Earl of Warwick, der Sohn seines 1478 als Hochverräter zum Tode verurteilten Bruders George Plantagenet, 1. Duke of Clarence, blieb von der Thronfolge ausgeschlossen.